# Rebelión de Oaxaca (1823)
La Rebelión de Oaxaca de 1823 fue un conflicto armado encabezado por el gobierno de Oaxaca luego de la caída del Primer Imperio Mexicano el 19 de marzo y la victoria de la Revolución del Plan de Casa Mata.

## Antecedentes
Oaxaca era una provincia cuya población era en su 90% indígena, y los pocos españoles y mestizos vivían mayoritariamente en Antequera. Para los grandes comerciantes que apoyaban desde el ayuntamiento la independencia de Oaxaca, la causa era por razones económicas, ya que el gobierno imperial había solicitado 200,000 mil pesos para poder sostenerse. A finales del año 1822 el gobernador Antonio de León, antiguo aliado de Iturbide, dejó de apoyarle perdiendo el gobierno el control de la zona.

## Llamado de unidad
A pesar de que el nuevo Poder ejecutivo llamó a la formación de un nuevo Congreso constituyente con amplios poderes, bajo el sistema de elección indirecta asignando un diputado a cada 50 000 habitantes o a las fracciones que pasasen los 40 000. Esto no fue bien recibido en la ciudad. Durante la Junta de guerra en Oaxaca participaron 72 personas, de las cuales pocas eran del Ejército y milicias, predominando los partidarios del general Antonio de León.

## Tentativa independentista
Con esta medida la mayor parte de las provincias volvieron a la calma, sin embargo, el gobierno de Oaxaca devolvió la convocatoria de acuerdo con la opinión general y decretó un gobierno provincial, el pueblo se levantó en armas y proclamó su independencia de México como "Estado Libre y Federal de Oaxaca". Por lo mismo, el gobierno provisional resolvió recurrir a la fuerza militar para sofocar el levantamiento como se hizo con la Rebelión de Guadalajara, lográndose luego de su toma la calma. Antonio de León el 1 de junio proclamó su lealtad a la nueva República Federal y la insurrección acabó.

## Consecuencias
El proyecto de declaración de independencia que apoyaban los comerciantes no se distinguía por sus características liberales, sino la lucha por conseguir lo que venían buscando desde la introducción de las intendencias en 1786. La independencia significaría el regreso a la poderosa posición que ostentaban antes de que altos funcionarios de la Corona llegasen a controlar la provincia oaxaqueña. 